# Beatrice Ask
Eva Carin Beatrice Ask (født 20. april 1956 i Sveg i Härjedalen, Jämtlands län) er en svensk politiker, der repræsenterer Moderaterna. Hun var fra 2006 til 2014 Sveriges justitsminister.
Ask har aldrig fuldført sin uddannelse i international økonomi, som hun påbegyndte ved Uppsala Universitet i 1978. Hun blev i stedet politisk aktiv og blev i 1984 den første kvindelige formand for Moderata Ungdomsförbundet. Hun var formand frem til 1988 og blev samme år byrådsmedlem i Stockholm. I 1991 blev hun statsråd i Utbildningsdepartementet og blev i 1994 medlem af Riksdagen. Her var hun formnad for undervisningsudvalget 1994-2002 og derefter medlem af retsudvalget 2002-2006 og EU-nævnet 2004-2006. Fra 2003 til 2006 var hun Moderaternas retsordfører, og overtog efter regeringsskiftet i 2006 som en af meget få ikke-jurister gennem tiderne posten som justitsminister.